# Lidträsket (Edefors socken, Norrbotten)
Lidträsket är en sjö i Bodens kommun i Norrbotten och ingår i Luleälvens huvudavrinningsområde. Sjön har en area på 0,0858 kvadratkilometer och ligger 198,2 meter över havet.

## Delavrinningsområde
Lidträsket ingår i det delavrinningsområde (733805-174189) som SMHI kallar för Namn saknas. Medelhöjden är 224 meter över havet och ytan är 1,45 kvadratkilometer. Det finns inga avrinningsområden uppströms utan avrinningsområdet är högsta punkten. Vattendraget som avvattnar avrinningsområdet har biflödesordning 3, vilket innebär att vattnet flödar genom totalt 3 vattendrag innan det når havet efter 80 kilometer. Avrinningsområdet består mestadels av skog (73 procent). Avrinningsområdet har 0,09 kvadratkilometer vattenytor vilket ger det en sjöprocent på 5,9 procent.